# Alice ở xứ sở thần tiên
Cuộc phiêu lưu của Alice vào Xứ Sở Thần Tiên (tiếng Anh: Alice's Adventures in Wonderland) là cuốn tiểu thuyết dành cho thiếu nhi của tác giả người Anh Charles Lutwidge Dodgson  dưới bút danh Lewis Carroll viết năm 1865. Câu chuyện kể về cô bé Alice chui qua một hang thỏ rồi lạc vào thế giới thần tiên có những sinh vật kì lạ.
Cuốn sách thường được biết đến ở Việt Nam nhan đề Alice ở Xứ Sở Thần Tiên, Alice lạc vào Xứ Thần Tiên hoặc Alice ở Xứ Sở Diệu Kỳ, nhan đề phổ biến trên các sân khấu, phim ảnh và truyền hình nhiều năm qua. Một số bản in cả nhan đề Cuộc phiêu lưu của Alice vào Xứ Sở Thần Tiên và tập tiếp theo Đi qua tấm gương.

## Nội dung

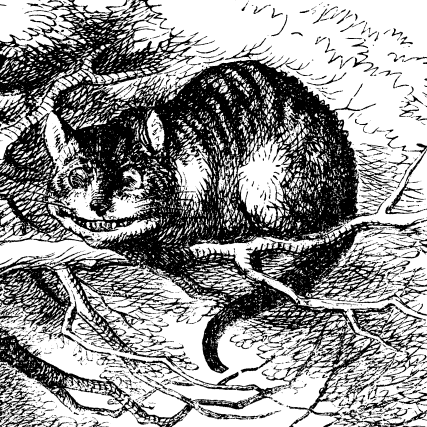
Chú mèo nham nhở

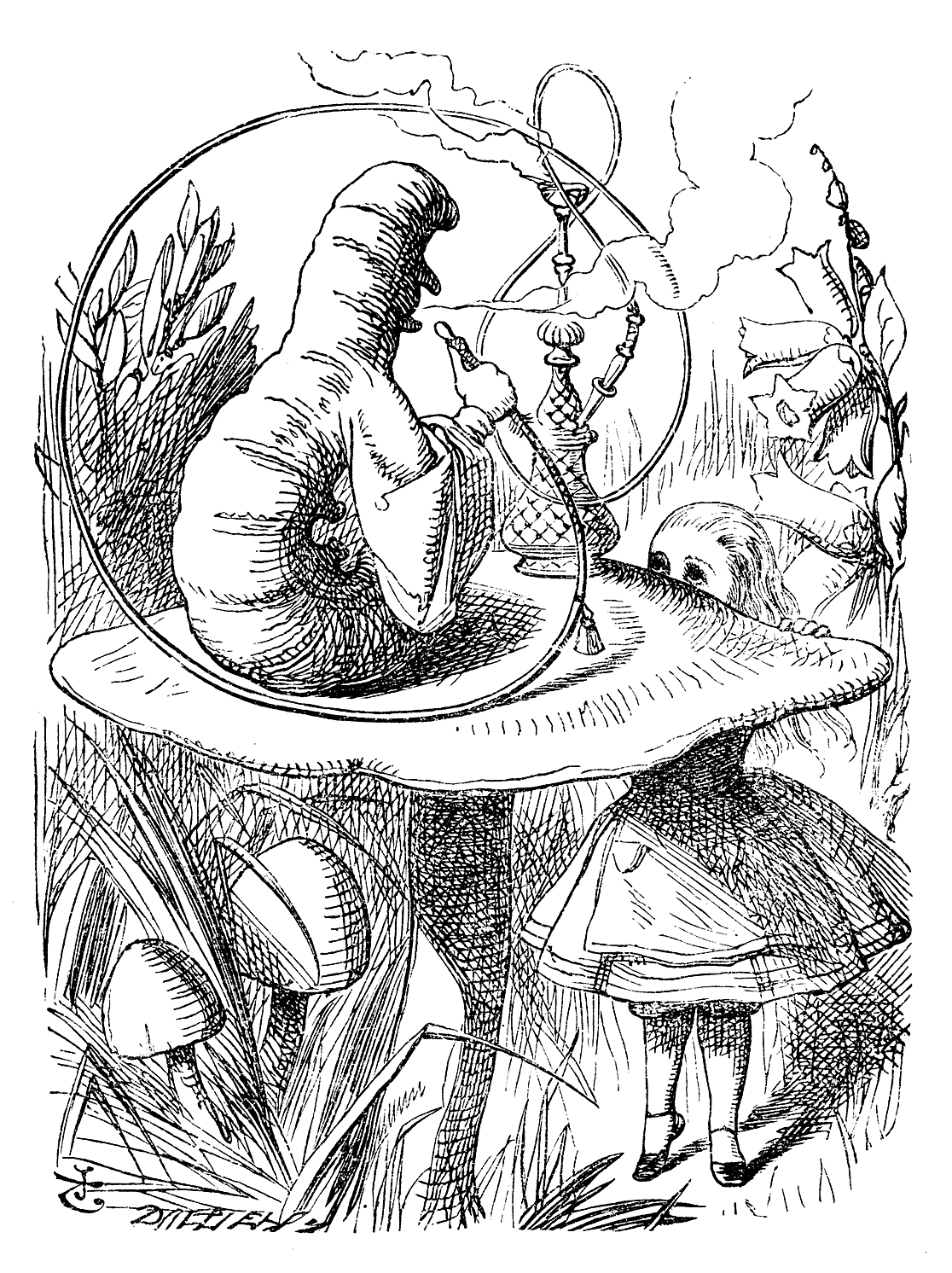
Sâu bướm

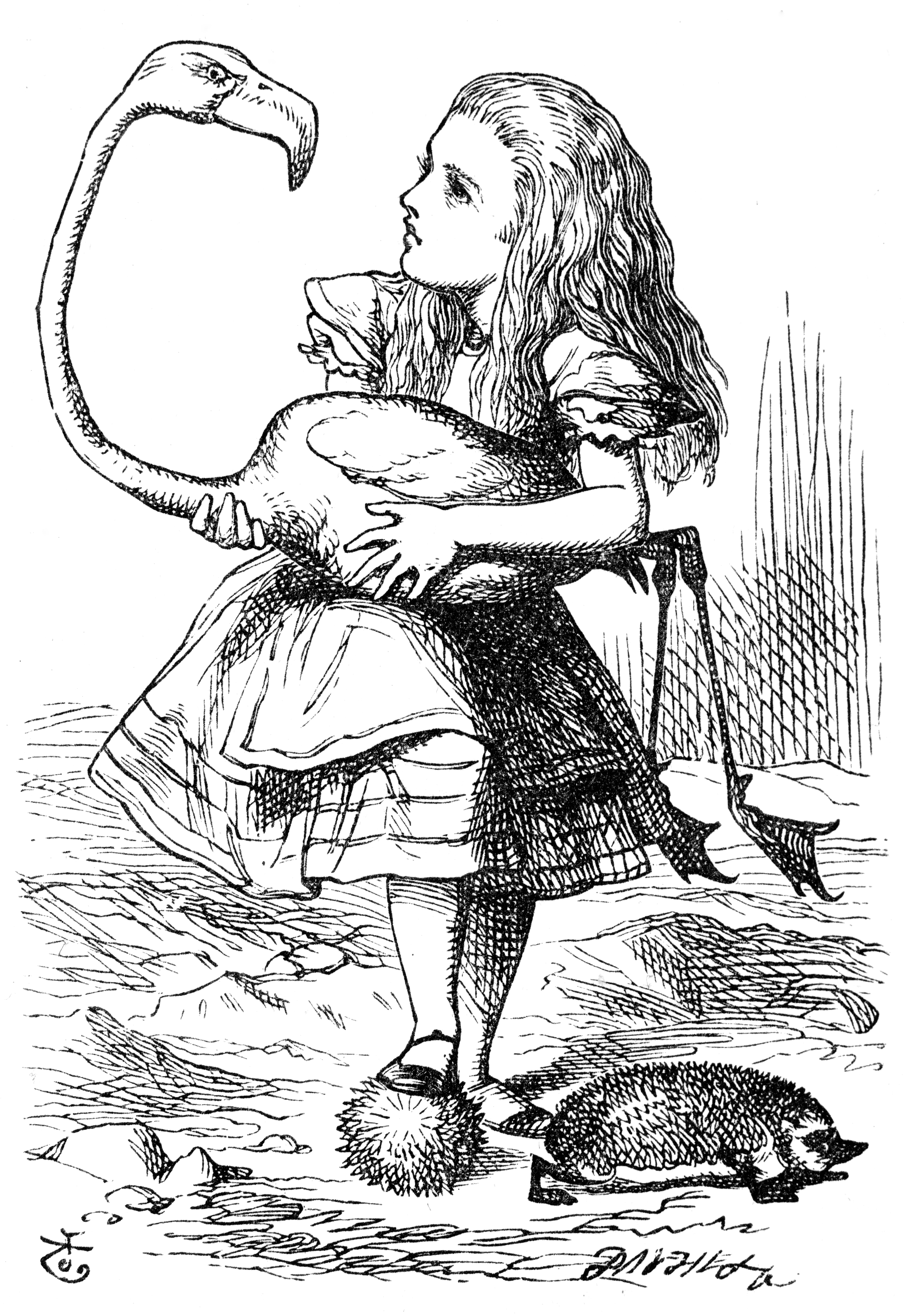
Alice xoay xở điều khiển con hồng hạc

## Chuyển thể

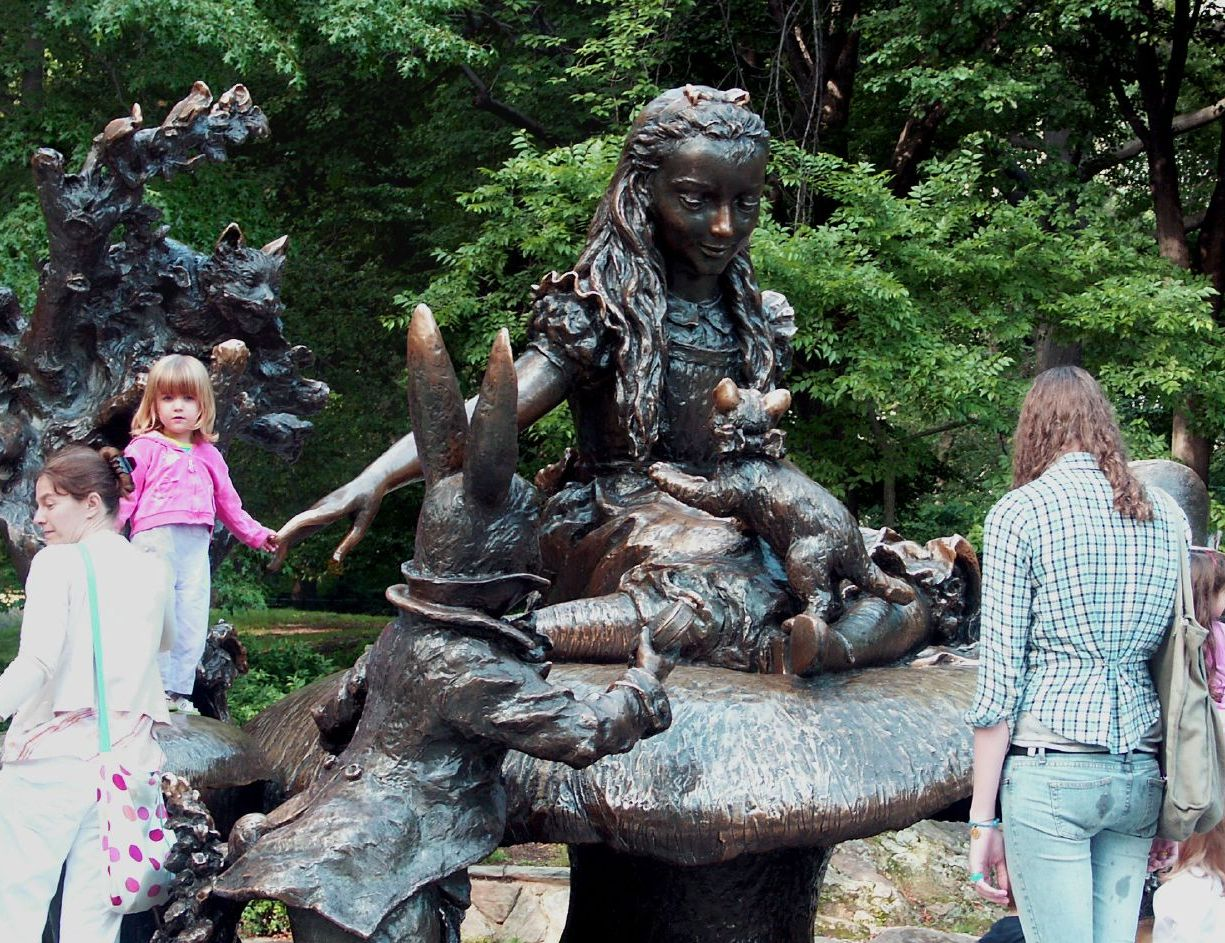
Alice trong công viên Wonderland